# Lèmur mostela de dents petites
El lèmur mostela de dents petites (Lepilemur microdon) és una espècie de lèmur mostela que, com tots els altres lèmurs, és endèmic de Madagascar. Viu a la densa selva pluvial del sud-est de Madagascar, on se'l pot trobar als parcs nacionals de Ranomafana i Andringitra. Fou descrit el 1894 i se'l considerà com a subespècie o sinònim taxonòmic del lèmur mostela comú (L. mustelinus) durant la major part del segle xx. Els estudis filogenètics no només consoliden el seu estatus com a espècie distinta, sinó que també indiquen que és l'únic lepilemúrid de l'est de Madagascar que té una relació més propera amb les espècies occidentals que amb les altres espècies orientals.
Segons la seva descripció original, i tal com indica el seu nom, algunes de les seves dents són més petites que les d'altres lepilemúrids. És relativament gran per ser d'aquesta família i resulta difícil distingir-lo visualment del lèmur mostela comú. Pesa 0,9-1,2 kg i fa 55-64 cm de cap a cua. El seu pelatge és majoritàriament de color marró vermellós o castany i té una franja fosca que baixa pel dors des del cap. D'altra banda, el ventre i el coll són de color més clar. Com altres lepilemúrids, es tracta d'un animal nocturn que dorm a zones de vegetació frondosa (piles de lianes i fulles) i a cavitats dels arbres. És solitari i s'alimenta de fulles, fruites i flors.
A causa dels canvis taxonòmics recents i de la incertesa que envolta la mida de les seves poblacions i la seva distribució, els lèmurs mostela de dents petites estan classificats com a espècie amb «Dades insuficients» a la Llista Vermella de la UICN. Està protegit del comerç internacional segons l'Apèndix I del CITES. Les seves amenaces principals són la caça i la pèrdua d'hàbitat a causa de l'artiga.

## Taxonomia i filogènesi
|  | Lepilemur, secció A                                                                    |
|  |                                                                                        |
|  | \| \| L. microdon \| \| \| \| \| \| Lepilemur, secció B (resta d'espècies) \| \| \| \| |
|  |                                                                                        |
|  | L. microdon                                                                            |
|  |                                                                                        |
|  | Lepilemur, secció B (resta d'espècies)                                                 |
|  |                                                                                        |

|  | L. microdon                            |
|  |                                        |
|  | Lepilemur, secció B (resta d'espècies) |
|  |                                        |

|  | Lepilemur, secció A                                                                    |
|  |                                                                                        |
|  | \| \| L. microdon \| \| \| \| \| \| Lepilemur, secció B (resta d'espècies) \| \| \| \| |
|  |                                                                                        |
|  | L. microdon                                                                            |
|  |                                                                                        |
|  | Lepilemur, secció B (resta d'espècies)                                                 |
|  |                                                                                        |

|  | L. microdon                            |
|  |                                        |
|  | Lepilemur, secció B (resta d'espècies) |
|  |                                        |

|  | Lepilemur, secció A                                                                    |
|  |                                                                                        |
|  | \| \| L. microdon \| \| \| \| \| \| Lepilemur, secció B (resta d'espècies) \| \| \| \| |
|  |                                                                                        |
|  | L. microdon                                                                            |
|  |                                                                                        |
|  | Lepilemur, secció B (resta d'espècies)                                                 |
|  |                                                                                        |

|  | L. microdon                            |
|  |                                        |
|  | Lepilemur, secció B (resta d'espècies) |
|  |                                        |

|  | Lepilemur, secció A                                                                    |
|  |                                                                                        |
|  | \| \| L. microdon \| \| \| \| \| \| Lepilemur, secció B (resta d'espècies) \| \| \| \| |
|  |                                                                                        |
|  | L. microdon                                                                            |
|  |                                                                                        |
|  | Lepilemur, secció B (resta d'espècies)                                                 |
|  |                                                                                        |

|  | L. microdon                            |
|  |                                        |
|  | Lepilemur, secció B (resta d'espècies) |
|  |                                        |

|  | Lepilemur, secció A                                                                    |
|  |                                                                                        |
|  | \| \| L. microdon \| \| \| \| \| \| Lepilemur, secció B (resta d'espècies) \| \| \| \| |
|  |                                                                                        |
|  | L. microdon                                                                            |
|  |                                                                                        |
|  | Lepilemur, secció B (resta d'espècies)                                                 |
|  |                                                                                        |

|  | L. microdon                            |
|  |                                        |
|  | Lepilemur, secció B (resta d'espècies) |
|  |                                        |

|  | Lepilemur, secció A                                                                    |
|  |                                                                                        |
|  | \| \| L. microdon \| \| \| \| \| \| Lepilemur, secció B (resta d'espècies) \| \| \| \| |
|  |                                                                                        |
|  | L. microdon                                                                            |
|  |                                                                                        |
|  | Lepilemur, secció B (resta d'espècies)                                                 |
|  |                                                                                        |

|  | L. microdon                            |
|  |                                        |
|  | Lepilemur, secció B (resta d'espècies) |
|  |                                        |

|  | Lepilemur, secció A                                                                    |
|  |                                                                                        |
|  | \| \| L. microdon \| \| \| \| \| \| Lepilemur, secció B (resta d'espècies) \| \| \| \| |
|  |                                                                                        |
|  | L. microdon                                                                            |
|  |                                                                                        |
|  | Lepilemur, secció B (resta d'espècies)                                                 |
|  |                                                                                        |

|  | L. microdon                            |
|  |                                        |
|  | Lepilemur, secció B (resta d'espècies) |
|  |                                        |

|  | Lepilemur, secció A                                                                    |
|  |                                                                                        |
|  | \| \| L. microdon \| \| \| \| \| \| Lepilemur, secció B (resta d'espècies) \| \| \| \| |
|  |                                                                                        |
|  | L. microdon                                                                            |
|  |                                                                                        |
|  | Lepilemur, secció B (resta d'espècies)                                                 |
|  |                                                                                        |

|  | L. microdon                            |
|  |                                        |
|  | Lepilemur, secció B (resta d'espècies) |
|  |                                        |

|  | Lepilemur, secció A                                                                    |
|  |                                                                                        |
|  | Lepilemur, secció B                                                                    |
|  |                                                                                        |
|  | \| \| L. microdon \| \| \| \| \| \| Lepilemur, secció C (resta d'espècies) \| \| \| \| |
|  |                                                                                        |
|  | L. microdon                                                                            |
|  |                                                                                        |
|  | Lepilemur, secció C (resta d'espècies)                                                 |
|  |                                                                                        |

|  | L. microdon                            |
|  |                                        |
|  | Lepilemur, secció C (resta d'espècies) |
|  |                                        |

|  | Lepilemur, secció A                                                                    |
|  |                                                                                        |
|  | Lepilemur, secció B                                                                    |
|  |                                                                                        |
|  | \| \| L. microdon \| \| \| \| \| \| Lepilemur, secció C (resta d'espècies) \| \| \| \| |
|  |                                                                                        |
|  | L. microdon                                                                            |
|  |                                                                                        |
|  | Lepilemur, secció C (resta d'espècies)                                                 |
|  |                                                                                        |

|  | L. microdon                            |
|  |                                        |
|  | Lepilemur, secció C (resta d'espècies) |
|  |                                        |

|  | Lepilemur, secció A                                                                    |
|  |                                                                                        |
|  | Lepilemur, secció B                                                                    |
|  |                                                                                        |
|  | \| \| L. microdon \| \| \| \| \| \| Lepilemur, secció C (resta d'espècies) \| \| \| \| |
|  |                                                                                        |
|  | L. microdon                                                                            |
|  |                                                                                        |
|  | Lepilemur, secció C (resta d'espècies)                                                 |
|  |                                                                                        |

|  | L. microdon                            |
|  |                                        |
|  | Lepilemur, secció C (resta d'espècies) |
|  |                                        |

|  | Lepilemur, secció A                                                                    |
|  |                                                                                        |
|  | Lepilemur, secció B                                                                    |
|  |                                                                                        |
|  | \| \| L. microdon \| \| \| \| \| \| Lepilemur, secció C (resta d'espècies) \| \| \| \| |
|  |                                                                                        |
|  | L. microdon                                                                            |
|  |                                                                                        |
|  | Lepilemur, secció C (resta d'espècies)                                                 |
|  |                                                                                        |

|  | L. microdon                            |
|  |                                        |
|  | Lepilemur, secció C (resta d'espècies) |
|  |                                        |

El lèmur mostela de dents petites és un membre del gènere dels lèmurs mostela (Lepilemur). Fou descrit per primer cop el 1894 per Charles Immanuel Forsyth Major, basant-se en un espècimen trobat al bosc d'Ankafana, als districtes orientals de l'antiga província de Betsileo, al centre de Madagascar. Tot i que Forsyth Major no definí explícitament ni l'origen del nom científic ni el del vernacle, observà que l'animal tenia els queixals més petits que els altres lepilemúrids. El nom específic microdon deriva del grec antic micro-, «petit», i -odon, «dent».
Hi hagué una certa polèmica al voltant de la taxonomia d'aquesta espècie fins a la dècada del 1990. Durant bona part del segle xx, el lèmur mostela de dents petites fou considerat una subespècie del lèmur mostela comú (L. mustelinus). Al llibre The Primates of Madagascar (1982), el primatòleg Ian Tattersall divergí del punt de vista tradicional en considerar L. microdon un sinònim del lèmur mostela comú, però reconeixent una única espècie de lèmur mostela. La decisió de Tattersall es basava en la manca d'estudis anatòmics detallats i estudis de camp en nombre suficient, a més de la dificultat d'observar els animals en estat natural, la presència de variacions subtils en espècimens de museu i la seva pròpia reticència a fer servir les diferències cariotípiques com a base per definir espècies diferents. Tanmateix, el primatòleg Russell Mittermeier et al. a Lemurs of Madagascar (1994), el taxonomista Colin Groves a Mammal Species of the World (2005) i altres es mostraren a favor de reconèixer el lèmur mostela de dents petites com a espècie pròpia, així com de reconèixer un total de set espècies de lèmurs mostela.
Un estudi citogenètic (o cromosòmic) de Nicole Andriaholinirina et al. publicat el 2005 consolidà l'estatus del lèmur mostela de dents petites com a espècie distinta i demostrà que el seu cariotip difereix del de la resta d'espècies de lèmur mostela. L'espècie té 24 cromosomes (2n=24); els parells d'autosomes (no pas els cromosomes sexuals) n'inclouen vuit que són meta- o submetacèntrics (els braços dels cromosomes són iguals o desiguals pel que fa a longitud, respectivament) i tres parells més petits acrocèntrics (en els quals resulta més difícil observar el braç més curt del cromosoma). Tant els cromosoma X com el cromosoma Y són acrocèntrics. L'estudi també revelà que el lèmur mostela de dents petites era l'espècie de lèmur mostela més diferent del lèmur mostela comú des d'un punt de vista genètic, tot i la seva aparença similar. Un total de 18 translocacions cromosòmiques distingeixen les dues espècies, la qual cosa indica que si compartissin el mateix àmbit de distribució, els híbrids serien o bé completament estèrils o bé molt poc fèrtils.
Al setembre del 2006, Edward E. Louis, Jr. et al. anunciaren el descobriment d'onze noves espècies de lèmur mostela basant-se en dades de l'ADN mitocondrial (ADNmt). Cada nova espècie era el resultat de la divisió d'una espècie ja existent. En el cas del lèmur mostela de dents petites, la població de la Reserva de Kalambatritra passà a ser el lèmur mostela de Wright (L. wrightae), la població del Parc Nacional d'Andohahela esdevingué el lèmur mostela de Fleurete (L. fleuretae), la població de Fandriana es convertí en el lèmur mostela betsileo (L. betsileo) i, finalment, la població de la Reserva de Manombo passà a ser el lèmur mostela dels James (L. jamesorum). El lèmur mostela de dents petites continua sent vist com a espècie diferent, encara que des d'aleshores s'han descrit més espècies, però cap dins del seu àmbit de distribució.
Entre el 2006 i el 2009 es publicaren tres estudis per determinar les relacions filogenètiques entre els lèmurs mostela. Els estudis citogenètics i moleculars del 2006 i el 2008 conclogueren que el parent més proper del lèmur mostela de dents petites és el lèmur mostela de Milne-Edwards (L. edwardsi). El 2009, un estudi examinà totes les espècies conegudes (incloent-hi les espècies recentment descrites) fent servir dues parts de l'ADNmt: el bucle de desplaçament i un conjunt de gens conegut com a fragment PAST. Les dades resultants situaren els lèmurs mostela en quatre grups: la Secció A, del nord i nord-oest de Madagascar; la Secció B, del nord-oest de Madagascar; la Secció C, del centre-oest i sud de Madagascar; i la Secció D, de l'est de Madagascar. Tan sols el lèmur mostela de dents petites generà resultats conflictius quan es compararen els resultats de les dades de l'ADNmt i les del bucle de desplaçament. Les dades del PAST l'ubicaven a la Secció B, mentre que les dades del bucle de desplaçament el col·locaven a la Secció C. La relació entre el lèmur mostela de dents petites (una espècie de l'est de Madagascar) i un grup d'espècies de la costa occidental del país indica que la població ancestral de lèmurs mostela de dents petites es dispersà al seu àmbit de distribució actual des de l'oest seguint cursos fluvials. Tanmateix, les dades conflictives sobre les relacions dels lèmurs mostela de dents petites tant amb la secció B com amb la C fan que no es pugui determinar amb certesa el camí de dispersió exacte.

## Descripció

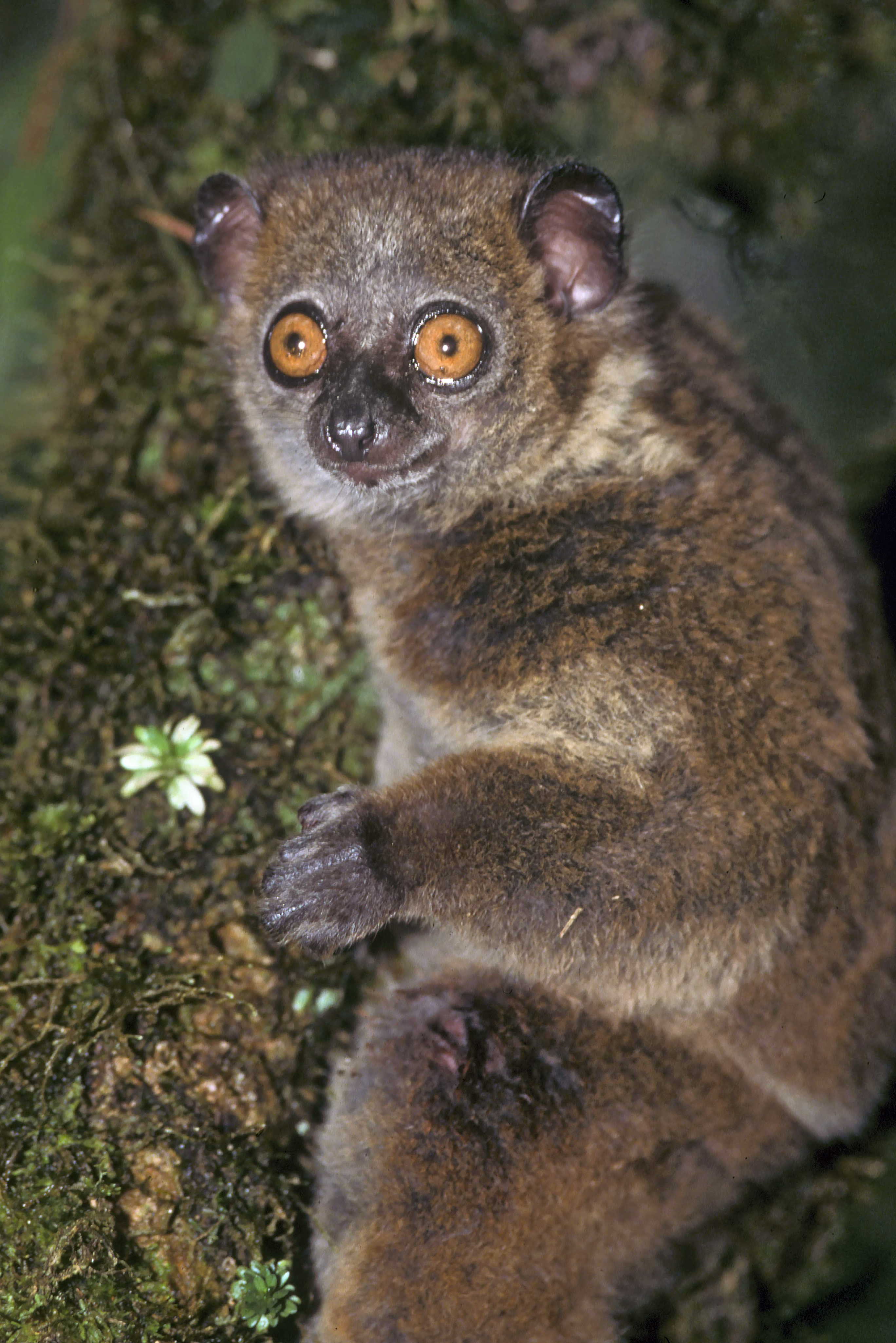
El lèmur mostela de dents petites té un pelatge de color marró vermellós i, de vegades, la regió ventral té una tonalitat groguenca.

El lèmur mostela de dents petites és relativament gran en comparació amb els altres lèmurs mostela. Pesa entre 0,9 i 2 kg i mesura entre 55 i 64 cm de cap a cua. La seva llargada corporal és de 27 a 32 cm i la cua mesura entre 25 i 29 cm. La coloració d'aquest lèmur és gairebé idèntica a la del lèmur mostela comú i és gairebé impossible diferenciar-los en estat natural si no és per la seva distribució geogràfica. El lèmur mostela de dents petites té una franja fosca al centre del front que s'aclareix a mesura que baixa per l'esquena. El pelatge és espès i marró vermellós, mentre que la zona ventral i el coll són d'un gris-marró pàl·lid, tot i que de vegades tenen una tonalitat groguenca o de color gris groguenc. Les espatlles i les potes anteriors són de color castany brillant. El color s'enfosqueix cap al marró fosc des de les espatlles fins a les potes posteriors i la cua, la qual té la part més fosca a la punta. S'han descrit alguns individus amb un característic collar de pèl blanc.
Com tots els lèmurs mostela, el lèmur mostela de dents petites és fàcil de confondre amb els indris llanosos (Avahi) i, de vegades, amb els lèmurs nans (Cheirogaleus). A diferència dels indris llanosos, els lèmurs mostela tenen orelles prominents i manquen de taques blanques a les cuixes. Tots els lèmurs mostela tenen les cames llargues en comparació amb els braços i el tronc, i tenen la cara coberta per petits cabells.
Segons una revisió feta per Henry Ogg Forbes el 1894 i, tal com indica el seu nom, l'espècie es diferencia d'altres lèmurs mostela pel fet que té els queixals bastant més petits. Forbes també afirmà que, en comparació amb el lèmur mostela comú, el paladar ossi és més llarg i té una depressió a la base de la regió nasal. Igual que altres lèmurs mostela, el cec està hipertrofiat, cosa que deu ser una adaptació a la seva dieta rica en fulles, que és molt més característica de primats més grans.

## Hàbitat i distribució
El lèmur mostela de dents petites viu a l'interior del sud-est de Madagascar. El seu àmbit de distribució limita al sud-oest amb el Parc Nacional d'Andringitra, al nord amb el riu Namorona i al sud amb el riu Manampatrana, a partir del qual aparentment és reemplaçat pel lèmur mostela dels James. Calen més estudis per determinar-ne amb certesa la distribució i les relacions amb altres lèmurs mostela del sud de Madagascar. L'espècie viu en selves pluvials denses.
Un estudi preliminar dut a terme al Parc Nacional de Ranomafana el 1995 revelà que el lèmur mostela de dents petites possiblement viu en zones més pertorbades del parc per tal de no haver de competir per l'aliment amb els indris llanosos (competició interespecífica). Sembla que la densitat poblacional dels indris llanosos (i, per tant, la competició per l'aliment) té un efecte més important en la distribució del lèmur mostela de dents petites que no pas la disponibilitat de llocs per dormir.

## Comportament i ecologia

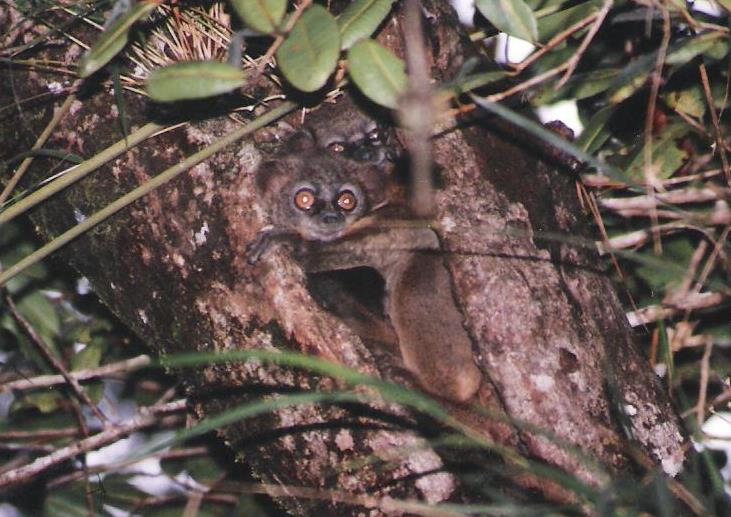
Els lèmurs mostela de dents petites, com aquesta mare i la seva cria, dormen dins de forats als arbres.

Igual que els altres lèmurs mostela, el lèmur mostela de dents petites és un animal nocturn que es passa el dia dormint a forats dels arbres o garbuixos de lianes i fulles ocults. Se'l considera una espècie solitària i, com els altres lèmurs mostela de les selves pluvials, vocalitza bastant menys que els lèmurs mostela de boscos més secs. Altres punts en comú amb la resta d'espècies de lèmur mostela inclouen la dieta a base de fulles, fruits i flors, un ritme metabòlic basal baix i la poca activitat.
En general, els predadors dels lèmurs mostela inclouen carnívors com ara la fossa i ocells rapinyaires diürns. Un astor de Henst (Accipiter henstii) fou el protagonista de l'únic cas de depredació del lèmur mostela de dents petites que s'ha observat fins ara.

## Conservació
El lèmur mostela de dents petites està inclòs a l'Apèndix I del CITES, la qual cosa en prohibeix el comerç internacional. Al principi, la UICN classificà l'espècie com a en «risc baix», en primer lloc el 1996 a la subclassificació de «Risc mínim» i més tard, el 2000, a la subclassificació «Gairebé amenaçada». Abans que es produïssin els canvis taxonòmics que resultaren en l'aparició de moltes espècies noves de lèmur mostela, es considerava que el lèmur mostela de dents petites tenia una àmplia distribució, però actualment es creu que el seu àmbit és molt més petit. Quan se'n feu la revisió més recent (2008), no es coneixien amb certesa ni la mida de la població, ni l'àmbit de distribució, ni altres factors, de manera que se'l classificà com a espècie amb «Dades insuficients». A causa de les amenaces conegudes per a la supervivència de l'espècie i el fet que el seu àmbit de distribució es coneix cada cop millor, la UICN ha manifestat que en un futur pot merèixer l'estatus d'«Amenaçada».
Com moltes espècies de lèmurs, està amenaçat per la pèrdua d'hàbitat causada per l'artigatge i l'increment del nombre de caçadors. Se'l caça amb arpons i també se'l captura quan es tallen els arbres en els quals dorm en forats. Se sap que el lèmur mostela de dents petites viu als parcs nacionals de Ranomafana i d'Andringitra, tot i que pot ser que també habiti el Parc Nacional de Midongy du sud. Tanmateix, aquest últim es troba a l'extrem meridional del seu àmbit de distribució, per la qual cosa els lèmurs mostela que hi viuen podrien ser en realitat lèmurs mostela de Fleurete.
Segons el Sistema Internacional d'Informació d'Espècies (ISIS), el 2009 no hi havia cap lèmur mostela de dents petites en captivitat.